# 35キロメートル競歩
35キロメートル競歩（35キロメートルきょうほ、35 kilometres race walk）とは、主に道路を使用して競技を行い、35kmの順位とタイムを競う競歩競技である。五輪未実施種目。50km競歩の廃止に伴い世界陸上競技選手権大会などで実施された。WA主催世界大会では2022年の世界競歩チーム選手権大会から行われている。世界選手権では2022年オレゴン大会から行われた。

## 記録

### 男子
|            | 記録          | 氏名             | 国籍・所属 | 日付           |
| ---------- | ------------- | ---------------- | ---------- | -------------- |
| 世界記録   | 2時間20分43秒 | マッシモ・スタノ | イタリア   | 2025年5月18日  |
| アジア記録 | 2時間21分47秒 | 川野将虎         | 日本       | 2024年10月27日 |
| 日本記録   | 2時間21分47秒 | 川野将虎         | 旭化成     | 2024年10月27日 |

### 女子
|              | 記録          | 氏名                           | 国籍・所属 | 日付          |
| ------------ | ------------- | ------------------------------ | ---------- | ------------- |
| 世界最高記録 | 2時間37分11秒 | クラヴディヤ・アファナシェヴァ | ロシア     | 2023年5月20日 |
| 世界記録     | 2時間37分15秒 | マリア・ペレス                 | スペイン   | 2023年5月21日 |
| 日本記録     | 2時間44分11秒 | 岡田久美子                     | 富士通     | 2023年4月16日 |